# Письменность долины Инда
Письменность долины Инда — нерасшифрованная письменность, известная по нескольким тысячам кратких надписей благодаря раскопкам в долине Инда (индская цивилизация). Предположительно использовалась для записи языка дравидийской семьи.
В книге Г. Л. Посселя (1996) перечислены 60 важнейших попыток дешифровки; среди них нет двух, которые соглашались бы в значении символов.
Большинство исследователей, включая и Ю. В. Кнорозова, считали, что протоиндийское письмо — классический пример иероглифики, то есть морфемно-силлабическое письмо.

## Общие сведения

### Дата и место появления
А. Парпола датирует возникновение хараппской письменности переходным периодом 2700—2500 годов до н. э. Учитывая все имеющиеся данные, время расцвета хараппской цивилизации и её письменности можно датировать периодом ок. 2400—1800 гг. до н. э.
Пенджаб, пакистанская провинция Синд и часть индийского штата Гуджарат, Раджастхан, Уттар-Прадеш, Харьяна — по ареалу распространения цивилизация Инда (Хараппская цивилизация) может считаться одной из крупнейших на Древнем Востоке, превосходя Древний Египет и Месопотамию, вместе взятые.

### Происхождение и корпус

Надпись из Дхолавиры

Первая печать была найдена в 1875 году А. Каннингемом, но наибольшее число надписей стало известно в результате раскопок 1920—1930-х годов.
По подсчётам Б. Уэллса, известно 5644 печати и других артефактов Индской цивилизации, из них 3821 имеет хотя бы один распознаваемый знак, всего объём текстов — 18 680 знаков.
Обычно надписи содержат не более 5-6 символов. Редчайший случай — надпись из Дхолавиры, содержащая 9 знаков.
Каталог А. Махадевана включил 2906 надписей: 1814 печатей, 511 оттисков, 272 малые таблички, 135 медных табличек и другие объекты.
«Корпус протоиндийских надписей» (изданный А. Парполой) включил 3693 письменных памятника, причём большая часть надписей происходит из двух городов: 1659 из Мохенджо-Даро и 1019 из Хараппы, также 290 из Лотхала, 122 из Калибангана и не более нескольких десятков из каждого из остальных городов. 237 медных табличек происходят исключительно из Мохенджо-Даро. Около 20 предметов с надписями были найдены за пределами долины Инда: в Месопотамии, Эламе, Бахрейне и Средней Азии.

### Происхождение и состав
Возникла, видимо, из раннехараппской идеографической письменности — отмечена связь между знаками письменности и «отметками на керамике» более раннего периода.
Списки знаков у авторов различаются объёмом от 62 (Рао, 1973) до 615 (Уэллс, 2000). Согласно Б. Уэллсу (2000), письменность имела 600—700 знаков.
Каталог тамильского учёного Айраватама Махадевана (1977) приводит 417 знаков, включая аллографы. Это число само по себе указывает на принадлежность письма к иероглифике.
Нумерация Махадевана используется и в статье Давлетшина и Беляева для серии «Языки мира».

### Направление письма
По мнению большинства авторов, справа налево. Доказательством тому служит сжатие знаков, стоящих слева, явственно наблюдаемое в некоторых текстах, а также наблюдаемая последовательность знаков (например, надпись, которая сопровождает изображение животного, развёрнутого головой вправо, идёт от головы к хвосту). Иногда надписи представляют бустрофедон.
По Давлетшину и Беляеву, на оттисках печатей и предметах справа налево, на печатях слева направо. Надписи из двух и более строк иногда бустрофедоном.
В хараппской письменности имеются циркумграфы («разбитые написания»), при которых знак из нескольких графических элементов пишется по обе стороны от вписанного знака (считается, что «разбитый» знак должен читаться вначале, а «вписанный» — позже); а также аллографы.
А. И. Давлетшин и Д. Д. Беляев согласны, что в хараппской письменности были как минимум три класса знаков: фонетические (слоговые), словесные (логограммы) и цифры. При этом они считают, что пока строго не установлено фонетическое чтение ни одного знака. М. Ф. Альбедиль выделяла три вида знаков: идеограммы, фонограммы и детерминативы, а также цифры, и пыталась сопоставить некоторые знаки с пиктографией современных племён Индии.

### Язык
Довольно популярна гипотеза о том, что языком этой письменности был протодравидский язык (см. дравидийские языки); в частности, её поддерживала группа Ю. В. Кнорозова. Впервые эту гипотезу высказал испанец Э. Эрас в 1940 году.
Этой трактовке не противоречат глоттохронологические данные по дравидийским языкам, относящие их распад к 2300—2200 годам до н. э. Кроме того, П. А. Гринцер считает возможным связать с хараппской письменностью легендарные указания древнетамильских источников на древнюю литературную традицию трёх санг.
По данным группы Кнорозова, язык агглютинативного типа, отсутствие в нём префиксов исключает возможную принадлежность текстов к индоевропейским и шумерскому языкам, а особенности агглютинации исключают тюрко-монгольские языки.
Лингвист Д. Макэлпин выдвинул гипотезу о родстве эламского и хараппского (протодравидийского) языков; он считает, что прародина эламо-дравидов — район современного Ирана. Кроме того, иногда отмечают сближения между сино-тибетскими и дравидийскими языками.
Давлетшин и Беляев считают надёжным толкование группы Кнорозова о выделении в именной морфологии минимум трёх падежей и трёх склонений. При этом знак 176 (номер по Махадевану) — показатель дательного падежа, знак 342 толкуется как показатель общекосвенного падежа II склонения, знак 211 — показатель общекосвенного падежа III склонения.
Критики дравидоязычной гипотезы отмечают:
- Доведический субстрат, обнаруженный в санскрите и обычно связываемый с цивилизацией долины Инда, морфологически и лексически совершенно не похож на дравидские языки;
- Дравидская гипотеза также вступает в сильное противоречие с археологическими данными. Дравидоязычные культуры, с большой вероятностью, являются продолжением культур юга Индии, культурно изолированного от севера и сохранявшего мезолитический уклад вплоть до прибытия с севера носителей индоарийских языков. В то же время культура долины Инда во многом близка культурам Плодородного полумесяца и, возможно, происходит из того же региона.

### Дальнейшее использование
Вышла из употребления при упадке Хараппской цивилизации ок. 1800—1700 годов до н. э.
Некоторые символы, напоминающие хараппские знаки, продолжали использоваться на стелах на протяжении 1500—600 годов до н. э.
Влияние.
Ранее многие учёные доказывали связь брахми с хараппским письмом (начиная с С. Лэнгдона в 1931 году), некоторые не соглашались. Ш. Рао (1982) считал индское письмо основой брахми и семитского алфавита и читал индские тексты на индоарийском языке. Р. Саломон считает, что попытки дешифровать письменность, исходя из графических параллелей с брахми, неубедительны и имеют мало или вовсе никакой научной ценности, однако допускает, что хараппские модификации форм символов могут иметь системную связь с аналогичными модификациями в брахми и других позднейших письменностях. Ю. Б. Коряков полагает, что никакой связи с брахми вовсе не прослеживается.
Согласно последним археологическим находкам, на севере Индии в городе Хери Гуджар в штате Харьяна была найдена медная фигурка с параллельными надписями более ранним иероглифическим Индским (Хараппским) письмом и более поздним слоговым письмом брахми. Предположительно оно изображает Вараха, аватара Вишну, имеющего вид кабана. Выше нанесены две надписи: на древнейшем слоговом письме брахми и в знаках цивилизации Инда (хараппские знаки). На основании брахми надпись читается как «Царь Ки-Ма-Джи [имя собственное] Ша-Да-Я [воплощение бога]». Ориентировочная датировка находки — 2000—1000 г. до нашей эры.

## Состав и типы надписей
М. Ф. Альбедиль предлагает подробную классификацию надписей. Самую обширную группу письменных памятников составляют печати, изготовленные из различных материалов, обычно из стеатита (ранние), терракоты и фаянса. Надписи на печатях чаще всего сопровождались изображениями животных или символов. Печати Альбедиль разделяет на маркированные финальным блоком и немаркированные, интерпретируя некоторые такие блоки как «охрана, защита», «власть», «год», «дом».
Следующую группу составляют жертвенные надписи, сделанные на тонких каменных пластинках (обычно стеатитовых), а также на микроскульптуре, керамических сосудах, костяных и деревянных палочках. По расшифровке Альбедиль, в целом жертвенные надписи соответствуют формуле «в такое-то время богу такому-то жертва». Отличительной особенностью является наличие знака «жертва».
К третьей группе относятся надписи на культовых топорах и копьях, в которых Альбедиль видит календарно-хронологические указания, связанные с церемониями.
Четвёртая группа надписей небольшая в количественном отношении и представлена глиняными браслетами и нагрудными подвесками, эти надписи Альбедиль считает знаками отличия.

## Попытки дешифровки
Во второй четверти XX века её пытались истолковать через хеттский (Б. Грозный), шумерский и письменность ронго-ронго.
Гипотеза Л. А. Уоделла исходила из поиска аналогий хараппской системы с протошумерской и протоэламской.
Финская группа начала работу в 1964 году, в неё входили Аско Парпола, его брат ассириолог Симо Парпола и специалист по компьютерам Сеппо Коскенниеми.

### Гипотеза группы Кнорозова
В 1960—70-е гг. группа советских учёных из Ленинграда под руководством Ю. В. Кнорозова с использованием математического анализа структуры и грамматики текста предложила свою дешифровку, которая, однако, не является общепризнанной, и в настоящее время теряет сторонников даже среди российских лингвистов.
В монографии М. Ф. Альбедиль (1994) предложены многочисленные переводы хараппских текстов. Этот второй этап расшифровки А. И. Давлетшин и Д. Д. Беляев считают неудачным, равно как и попытки дешифровки группы А. Парполы.
Система.
Морфемно-силлабическая (иероглифическая). Протоиндийское письмо, развиваясь на мнемонической основе, прошло в своём развитии ряд последовательных этапов, являя собой в дошедших до нас надписях стадию иероглифического, или морфемно-силлабического, письма, в котором каждый знак кодировал слог или морфему.
М. Ф. Альбедиль предлагает такую схематическую модель словоформы, которая образуется посредством агглютинации и согласуется со структурой в дравидийских языках:
- R + Pd + Pn + Pa + Pc, где
- R — корень;
- Pd — словообразовательная морфема;
- Pn — морфема с грамматическим значением числа;
- Pa — морфема с грамматическим значением общекосвенного падежа;
- Pc — морфема с грамматическим значением прямого косвенного падежа (датива).

Также Альбедиль видит распространённость именного словосложения.

### Энтропический анализ письменности
Выступая с критикой существующих расшифровок протоиндской письменности, группа учёных под руководством Раджеша П. Н. Рао провела статистический анализ существующих документов.
В ходе исследования сравнивалась условная энтропия символов достоверных документов письменности (каталог А. Махадевана) с энтропией лингвистических и нелингвистических последовательностей знаков.
В качестве лингвистических систем для сравнения были выбраны древние шумерское логографическое письмо, старо-тамильская абугида и санскрит Ригведы. Современные языки были представлены естественным английским языком (исследовались независимо два варианта: слова английского текста и буквы английского текста) и искусственным языком программирования Фортран.
Нелингвистические системы подразделялись в исследовании на две группы: системы с достаточно жёстким порядком знаков (искусственный набор знаков № 1) и системы с гибким порядком (ДНК человека, белки бактерий и искусственный набор знаков № 2).
Исследование, опубликованное в журнале Science, показало несомненную принадлежность протоиндской письменности к письменностям (ранее выдвигались гипотезы об орнаментальном использовании знаков). Энтропия существующих документов очень схожа с показателями шумерской и тамильской письменностей, что подтверждает гипотезу логографического письма.
В результате исследования авторы склонились к гипотезе, согласно которой протоиндская письменность записывала язык дравидской семьи.